# Електрофтальмія
Електрофтальмія — запалення зовнішніх оболонок очей під дією ультрафіолетових променів електричної дуги. Спостерігається при проведенні електрозварювання, газозварювання, впливі бактерицидних ламп. Латентний період триває 309 год..